# Erve
Erve (Valderf'  in dialetto bergamasco, Erv in dialetto lecchese) è un comune italiano di 668 abitanti della provincia di Lecco, in Lombardia. Fino al 1992 era compreso nella provincia di Bergamo.

## Storia
Erve, o Valderf' come era chiamato in passato l'abitato, in riferimento all'omonima Valle in cui è localizzato, si raggiunge percorrendo la strada in accentuato pendio che da Rossino sale verso le pendici del Monte Resegone e costeggia il burrone a picco sul torrente Gallavesa.
ll paese, situato ad un'altitudine media di 600 metri e diviso longitudinalmente dal torrente Galavesa, è caratterizzato da numerosi ponti che congiungono le case dell'una e dell'altra riva, conferendo all'abitato un aspetto urbanistico molto singolare.
Tra le numerose frazioni, Nesolio, collegato solo recentemente con una nuova strada agro-silvo-pastorale, pare sia stato il primo insediamento della Val d'Erve; una memoria manoscritta del XIX secolo, conservata presso l'Archivio Parrocchiale, fa cenno alla tradizione per cui una prima presenza umana a Nesolio risalirebbe addirittura all'epoca franca.
L'esistenza dell'abitato di Erve è confermata da documenti del XV secolo: nel 1419, quando i rappresentanti dei Comuni della Valle San Martino, che già dal 1359 si erano uniti per meglio trattare con la città di Bergamo, si recano a Milano per giurare fedeltà al nuovo signore Filippo Maria Visconti, gli Ervesi sono rappresentati da un abitante di Rossino.
Erve è poi citata fra le "terre, luoghi, ville e comuni" della Val San Martino negli Statuti della valle stessa, risalenti al 1435. A partire dal 1428 il piccolo abitato alle pendici del Resegone entra nell'orbita della Repubblica di Venezia: iniziano così le contese riguardo al confine fra Stato di Milano e Stato veneto, che si protrarranno per secoli, finché nel Settecento l'occupazione dell'Italia settentrionale da parte dei Francesi guidati da Napoleone, porterà alla nascita della Repubblica Cisalpina.
Erve, dopo aver fatto parte controvoglia del Dipartimento della Montagna, nell'assetto territoriale definitivo della Repubblica Italiana è assegnato al Dipartimento del Serio, Distretto di Bergamo, Cantone di Caprino.
Successivamente, sempre come comune autonomo, entra a far parte della provincia di Bergamo e soltanto nel 1992 viene accorpato, insieme a tutti i comuni della Valle San Martino, alla neonata provincia di Lecco.
Per quanto riguarda l'economia del paese, trattando delle rarità naturali che caratterizzerebbero la zona, il Dizionario odeporico o sia storico -politico - culturale della provincia bergamasca parla dubitativamente della scoperta di una miniera d'oro presso una roccia fra Rossino ed Erve, non scavata per la scarsezza della vena. In realtà le principali fonti di sostentamento degli abitanti erano un tempo la raccolta delle castagne e l'allevamento del bestiame, che d'estate era condotto al pascolo negli alpeggi in quota.
Negli Statuti della Val San Martino, Erve è registrata come terra povera e per questo autorizzata all'allevamento delle capre, mentre i legati e le donazioni alla parrocchia dimostrano l'esistenza di un'economia soprattutto agricola: dalla raccolta delle castagne o del fieno si ricavava il denaro necessario per opere di fede, mentre dalle noci veniva estratto l'olio per l'illuminazione della lampada del Santissimo Sacramento.
Durante tutta la sua storia le precarie condizioni di vita costringono la popolazione di Erve ad emigrare: inizialmente si tratta soprattutto di tornitori e carbonai che si muovono verso Venezia, ma questo flusso migratorio tende ad arrestarsi nell'Ottocento.
Nel corso del XX secolo si assiste ad un nuovo consistente spostamento di popolazione verso Calolziocorte, Lecco e Milano, ma anche Svizzera e Francia, in cerca di migliori condizioni di lavoro.
Le due guerre mondiali mettono a dura prova le già difficili condizioni di vita degli abitanti.
Negli anni quaranta vengono precettati fieno e foraggio per necessità belliche, si procede al censimento dei pollai in quanto parte della produzione di uova deve servire per l'esercito, mentre per sopperire al fabbisogno d carne della popolazione, il Prefetto di Bergamo autorizza la caccia di alcune specie di uccelli.
Tuttavia nel XX secolo un importante traguardo raggiunto a Erve è la costruzione di una nuova strada di accesso al paese.
Dopo che a fine Ottocento se ne era dovuto abbandonare il progetto a causa di un impegno economico che il comune non poteva sostenere, nel settembre del 1911 viene aperta la nuova strada provinciale carrozzabile da Rossino a Erve: fino a quel momento per la località del Corno, più a monte della nuova strada, passava una mulattiera che portava a Rossino, mentre l'unica altra via di comunicazione per il paese era la mulattiera da Saina a Somasca. Nel 1956 la strada viene asfaltata.
Nella seconda metà del XX secolo Erve diventa oggetto delle attenzioni dei turisti, luogo di villeggiatura per milanesi e brianzoli, attirati soprattutto dalla tranquillità del luogo e dalle bellezze naturali e paesaggistiche.
Ancora oggi numerosi amanti della montagna scelgono Erve come punto di partenza per le loro escursioni.

### Simboli
Lo stemma e il gonfalone del comune di Erve sono stati concessi con decreto del presidente della Repubblica del 18 aprile 1964.
(D.P.R. 18 aprile 1964)
Il giglio è ripreso dal blasone della famiglia Valsecchi (troncato: il 1º d'oro, all'aquila coronata di nero, linguata di rosso; il 2º d'azzurro, a due gigli d'oro), il cui primo nucleo si ritiene si sia insediato in quella che era la Valsecca durante il Medioevo. Il ponte è quello che attraversa il torrente Gallavesa risalente alla dominazione veneziana.
Il gonfalone è un drappo tagliato di azzurro e di rosso.

## Monumenti e luoghi d'interesse
- Chiesa di Santa Maria Assunta risalente al XVI secolo
- Pozze del torrente Gallavesa

## Società

### Evoluzione demografica
Abitanti censiti

### Etnie e minoranze straniere
I cittadini stranieri residenti nel comune sono 21, ovvero il 2,9% della popolazione.

### Lingue e dialetti
Oltre alla lingua italiana che rimane quella maggiormente utilizzata, a Erve è parlato il dialetto bergamasco, una variante appartenente al ramo orientale della lingua lombarda, che si è diffuso grazie al legame di lunga data che lega la Valle San Martino a Bergamo. Le parlate locali nella zona occidentale della Valle, risentono della vicinanza a Lecco e di conseguenza il vernacolo locale presenta delle affinità con il dialetto lecchese del quale riprende diverse parole.

## Geografia antropica

### Frazioni
L'elenco delle frazioni di Erve:
- Cereda
- Costalottiere
- Nesolio
- Pratomolone (già Prà Molon)
- Saina